# Vlasbier
Vlasbier is een Belgisch bier. Het wordt gebrouwen door Brouwerij Van Eecke te Watou, een deelgemeente van de Poperinge.

## Achtergrond
Het bier wordt vooral verkocht in de Leiestreek. Dit is een regio waar traditioneel vlas werd geteeld. De naam van het bier verwijst naar deze traditie en niet naar de samenstelling van het bier. Op het etiket staat het schilderij de vlasoogst van Emile Claus. Op de etiketten staat correct aangegeven dat het bier wordt gebrouwen bij Van Eecke en niet bij Brouwerij Het Sas, zoals de website van Het Sas aangeeft (beide brouwerijen horen wel samen en zijn eigenlijk 2 vestigingsplaatsen van één bedrijf).
Vlasbier is erkend als streekproduct van de Westhoek.

## Het bier
Vlasbier is een blond bier van hoge gisting met nagisting in de fles. Het heeft een alcoholpercentage van 6,5% en een densiteit van 14° Plato.